# بور-لوي (غوادلوب)
بور-لوي (بالفرنسية: Port-Louis)‏ هي بلدية فرنسية يسكنها 5541 نسمة (حسب إحصاء 1 يناير 2011)، وهي تقع في إقليم جوادلوب في جزر الأنتيل الصغرى.